# Onthophagus violaceotinctus
Onthophagus violaceotinctus é uma espécie de inseto do género Onthophagus, família Scarabaeidae, ordem Coleoptera.
Foi descrita cientificamente por Gillet em 1925.